# Festuca holubii
Festuca holubii är en gräsart som beskrevs av Stancík. Festuca holubii ingår i släktet svinglar, och familjen gräs. Inga underarter finns listade i Catalogue of Life.